# Krawiec z Panamy (film)
Krawiec z Panamy (ang. The Tailor of Panama) – amerykańsko-irlandzki thriller szpiegowski z 2001 roku w reżyserii Johna Boormana na podstawie powieści Johna le Carré.

## Fabuła
Andrew Osnard jest brytyjskim szpiegiem. Z powodu romansu z żoną ambasadora zostaje „wygnany” do Panamy w celu rozbicia narkotykowej mafii. Pierwszym krokiem Andy’ego jest werbunek miejscowego krawca Harolda Pendela. Ten potrzebując pieniędzy, wysyła mu zmyślone informacje, co może pogrążyć ich obu.

## Obsada aktorska
- Pierce Brosnan – Andrew "Andy" Osnard
- Geoffrey Rush – Harold "Harry" Pendel
- Jamie Lee Curtis – Louisa Pendel
- Leonor Varela – Marta
- Brendan Gleeson – Michelangelo "Mickie" Abraxas
- Harold Pinter – Wujek Benny
- Catherine McCormack – Francesca Deane
- Daniel Radcliffe – Mark Pendel

i inni